# Gabriel Menino
Gabriel Vinicius Menino dit Gabriel Menino, né le 29 septembre 2000 à Morungaba au Brésil, est un footballeur brésilien qui évolue au poste de milieu défensif avec le club de l'Atlético Mineiro.

## Biographie

### SE Palmeiras
Natif de Morungaba au Brésil, Gabriel Menino est formé au Guarani FC avant de rejoindre en 2017 le SE Palmeiras où il poursuit sa formation. Le 25 novembre 2019 Gabriel Menino est promu en équipe première.
Il joue son premier match en équipe première le 22 janvier 2020, lors d'une rencontre de Campeonato Paulista face à l'Ituano FC contre qui son équipe s'impose par quatre buts à zéro. Le 13 août 2020 il fait sa première apparition dans le championnat du Brésil de première division face au Fluminense FC (1-1).
Le 27 novembre 2021, il entre en jeu lors de la finale de la Copa Libertadores 2021 contre Flamengo. Son équipe s'impose ce jour-là par deux buts à zéro et remporte sa deuxième Copa Libertadores d'affilée.
Le 7 avril 2022, Menino fête sa centième apparition en professionnel sous les couleurs de Palmeiras, lors d'une rencontre de Copa Libertadores face au Deportivo Táchira, que son équipe remporte par quatre buts à zéro.

### En sélection
Gabriel Menino est sélectionné avec l'équipe du Brésil des moins de 20 ans pour participer au Championnat de la CONMEBOL de football des moins de 20 ans en 2019. Il prend part à six matchs lors de cette compétition.
En septembre 2020, Gabriel Menino est pour la première fois convoqué avec l'équipe nationale du Brésil, le sélectionneur Tite l'intègre dans sa liste pour les matchs du mois d'octobre, mais Menino ne joue aucun match lors de ce rassemblement.

## Palmarès
- Palmeiras
- Champion du Brésil en 2022
- Vainqueur de la Copa Libertadores en 2020 et 2021
- Vainqueur du Supercoupe du Brésil en 2023
- Vainqueur du Coupe du Brésil en 2020
- Vainqueur du Championnat de São Paulo en 2020

### En sélection nationale

#### Brésil olympique
- Médaillé d'or aux Jeux olympiques en Jeux olympiques de Tokyo 2020

## Statistiques
| Saison                | Club                  | Championnat           | Championnat | Championnat | Championnat | Coupe(s) nationale(s) | Coupe(s) nationale(s) | Coupe(s) nationale(s) | Supercoupe | Supercoupe | Supercoupe | Compétition(s) continentale(s) | Compétition(s) continentale(s) | Compétition(s) continentale(s) | Compétition(s) continentale(s) | Ligue régionale | Ligue régionale | Ligue régionale | Coupe du monde des clubs | Coupe du monde des clubs | Coupe du monde des clubs | Total | Total | Total |
| Saison                | Club                  | Division              | M.          | B.          | P.d.        | M.                    | B.                    | P.d.                  | M.         | B.         | P.d.       | Comp.                          | M.                             | B.                             | P.d.                           | M.              | B.              | P.d.            | M.                       | B.                       | P.d.                     | M.    | B.    | P.d.  |
| 2020                  | Palmeiras             | Série A               | 27          | 0           | 6           | 6                     | 1                     | 0                     | -          | -          | -          | CL                             | 12                             | 3                              | 1                              | 12              | 0               | 1               | -                        | -                        | -                        | 57    | 4     | 8     |
| 2021                  | Palmeiras             | Série A               | 18          | 2           | 1           | -                     | -                     | -                     | 1          | 0          | 0          | RS+CL                          | 1+5                            | 0+0                            | 0+1                            | 9               | 0               | 0               | 2                        | 0                        | 0                        | 36    | 2     | 2     |
| 2022                  | Palmeiras             | Série A               | 27          | 2           | 1           | 3                     | 0                     | 0                     | -          | -          | -          | RS+CL                          | 0+11                           | 0                              | 1                              | 4               | 0               | 0               | -                        | -                        | -                        | 45    | 2     | 2     |
| 2023                  | Palmeiras             | Série A               | 24          | 2           | 3           | 6                     | 1                     | 0                     | 1          | 2          | 0          | CL                             | 11                             | 0                              | 0                              | 15              | 3               | 1               | -                        | -                        | -                        | 57    | 8     | 4     |
| 2024                  | Palmeiras             | Série A               | 27          | 1           | 0           | 4                     | 0                     | 0                     | 1          | 0          | 0          | CL                             | 5                              | 0                              | 1                              | 11              | 1               | 0               | -                        | -                        | -                        | 48    | 2     | 1     |
| Sous-total            | Sous-total            | Sous-total            | 123         | 7           | 11          | 19                    | 2                     | 0                     | 3          | 2          | 0          | -                              | 45                             | 3                              | 4                              | 51              | 4               | 2               | 2                        | 0                        | 0                        | 243   | 18    | 17    |
| 2025                  | Atlético Mineiro      | Série A               | -           | -           | -           | -                     | -                     | -                     | -          | -          | -          | CS                             | -                              | -                              | -                              | -               | -               | -               | -                        | -                        | -                        | 0     | 0     | 0     |
| Total sur la carrière | Total sur la carrière | Total sur la carrière | 123         | 7           | 11          | 19                    | 2                     | 0                     | 3          | 2          | 0          | -                              | 45                             | 3                              | 4                              | 51              | 4               | 2               | 2                        | 0                        | 0                        | 243   | 18    | 17    |